# Barbie: el secreto de las hadas
Barbie: A Fairy Secret  (en español «Barbie: el Secreto de las Hadas») es una película animada por computadora directa a video estrenada el 15 de  marzo de 2011, y fue llevada al cine por Cinedigm. Es la decimonovena película del personaje de Barbie.

## Trama
La película comienza con Barbie, y sus diseñadoras Taylor y Carrie alistando a Barbie para la premier de su nueva película, luego parten a la premier, Barbie sale de la limosina que la trajo, y se encuentra con otros actores incluidos Raquelle, y Crystal, una periodista y fotógrafa de moda. Barbie comienza a modelar, lo que provoca la furia y envidia de la enemiga de Barbie, Raquelle, quien no duda en hacerle pasar vergüenza a Barbie rompiéndole su vestido en la parte trasera. Luego del incidente, Taylor y Carrie se llevan a Barbie a una parte alejada de la alfombra roja y reparan con magia el vestido, mientras Crystal está tomando fotografías al novio de Barbie, Ken. 
Al día siguiente Barbie está en un restaurante junto a Ken y sus diseñadoras, luego llega Raquelle a hacerle burla por lo ocurrido la noche interior en la alfombra roja. Barbie dice que la va a enfrentar y sigue a Raquelle hasta afuera del restaurante, mientras Ken y las diseñadoras quedan asombrados con la decisión de Barbie. Barbie encara a Raquelle quien se hace la lesa, y se lo toma como si nada hubiera pasado.
Mientras Crystal le muestra a la Princesa Graciella, la Princesa de las Hadas de Gloss Ángeles, las fotos de la premier, mientras le da una bebida misteriosa. Graciella se enamora perdidamente de Ken tras ver su foto y le dice a Crystal que quiere casarse con él. Graciella  ordena a sus dos servidoras, que lo traigan en ese momento, así que se marchan al restaurante y lo secuestran.
Barbie no se da cuenta del hecho porque está discutiendo con Raquelle, solo logra ver cuando Ken está en los aires junto a las servidoras, Barbie y Raquelle sorprendidas por el hecho, dejan de discutir, y les preguntan que ocurrió a Carrie y Taylor, quienes las habían perseguido. Las diseñadoras no pueden explicarlo, y les confiesan que en realidad son unas hadas expulsadas de la ciudad de Gloss Ángeles, (motivo por el que viven en el mundo de los humanos junto a Barbie), luego de ser expulsadas por la princesa Graciella aparentemente sin motivo alguno.
Entonces les explican donde se han llevado a Ken, luego parten en la búsqueda, conocen a varias hadas y descubren que la diseñadora más famosa, Lilliana Roxelle, es un hada que vive en el mundo de los humanos, le piden usar su portal para poder llegar a la ciudad de las hadas y salvar a Ken, quien sí se casaba con Graciella no podría regresar jamás otra vez al mundo humano.

## Reparto de actores
| Personajes         | Voz Original Japón | Doblaje en Latinoamérica | Doblaje en España |
| ------------------ | ------------------ | ------------------------ | ----------------- |
| Barbie             | Mamiko Noto        | Carla Castañeda          | Flora Galisol     |
| Ken                | Daisuke Sakaguchi  | Enzo Fortuny             | David Brau        |
| Raquelle           | Ikue Ōtani         | Karla Falcón             | Graciela Molina   |
| Carrie             | Yurina Hase        | Christine Byrd           | Nuria Trifol      |
| Taylor             | Minako Kotobuki    | Hiromi Hayakawa          | Marta Covas       |
| Princesa Graciella | Akemi Okamura      | Marisol Romero           | Berta Cortés      |
| Crystal            | Sayaka Kanda       | Rosalba Sotelo           | Isabel Valls      |
| Lilliana Roxelle   | Takako Matsu       | Alexandra Vicencio       | María Moscardó    |